# Louis Otho Williams
Louis Otho Williams (o Louis Otto Williams, o Bearbeiten von Louis Otho Williams) (16 de diciembre de 1908 Jackson, Wyoming- 7 de enero de 1991) fue un botánico y explorador estadounidense
Explorando Nicaragua recolectó e identificó unos 4000 especímenes, que se volcaron en la publicación Flora de Nicaragua, en 2008 en proceso de armado.
Fue curador en el Departamento de Botánica del "Museo de Historia Natural de Chicago".
Williams se perfecciona en sus estudios de botánica en la Universidad de Wyoming con Aven Nelson. Posteriormente trabaja en la Universidad de Washington, y más tarde en el "jardín Botánico de Missouri".
Hizo intensos reconocimientos de spp. del "Ames Orchid Herbarium" de la Universidad Harvard. Allí es coeditor de American Orchid Society Bulletin.

## Obra
- The Orchidaceae of Mexico. 344 p.

- 1980. Orchids of Panama: Phragmipedium longifolium, ed. Missouri Botanical Garden.

- 1946. The Orchidaceae of Panama (Flora of Panama)

- 1941. P. trilobulata. En: Ann. Missouri Bot. Gard. 28:415, t. 20.